# Armatole
 (janvier 2023).

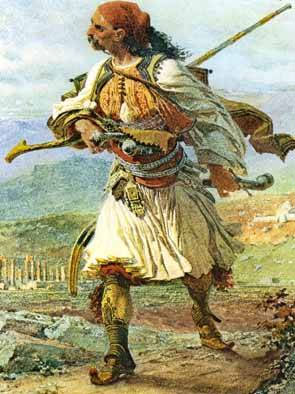
Représentation d'un armatole.

Les Armatoles étaient des milices grecques de Grèce continentale, chargées par les Ottomans du maintien de l'ordre dans les régions difficiles d'accès. 

Les régions sous l'autorité d'un capétan étaient appelées armatolats. À ces milices chrétiennes, les Ottomans reconnaissaient le droit de vivre selon leurs propres lois ; il était donc interdit aux milices musulmanes d'empiéter sur les territoires surveillés par les armatoles.
Le premier armatolat fut institué au commencement du XVIe siècle par Sélim Ier[réf. nécessaire], dans le but de s'opposer aux incursions des montagnards connus sous le nom de Klephtes (brigands).
Bien que les armatoles soient en principe censés combattre les klephtes, les frontières entre les deux groupes étaient poreuses : les Ottomans songeaient de plus en plus souvent à annuler les concessions qu'ils n'avaient faites qu'à contrecœur. Ainsi Mourad IV s'efforça-t-il, en 1637, de réduire les compétences et les prérogatives des miliciens grecs. Les armatoles opposèrent alors une résistance farouche à cette tentative, et ne tardèrent pas à reprendre la lutte armée contre les postes de montagne turcs (confiés à des "boulouks" musulmans) et contre les Osmanlis installés dans les régions fertiles. Ainsi des armatoles démis de leurs fonctions se faisaient klephtes, et des troupes de klephtes, que les autorités turques voulaient amadouer, étaient réintégrées dans leurs fonctions d'armatoles.
Lors de l'insurrection grecque, en 1821, une grande partie des armatoles rejoignirent la cause de l'indépendance, s'illustrant dans la plupart des combats contre les Turcs et lors des différentes guerres civiles, comme Odysséas Androútsos, Yeóryios Karaïskákis, Athanásios Diákos, Yannis Gouras. Certains, au gré des évènements, repassèrent aussi du côté ottoman.